# 雪域光芒
雪域光芒是中國藏族歌手韩红在1998年发行的专辑。
該張專輯曾獲得《音乐生活报》评选的1998年度十佳专辑，主打歌有雪域光芒、家鄉等。
所属语言：普通话
唱片公司：麒麟童唱片

## 曲目
1. 雪域光芒
2. 家乡
3. 风雨中的美丽
4. 漂
5. 北京的金山上
6. 喜玛拉雅
7. 格桑花开
8. 相爱
9. 情人
10. 原野

| 前任： 我是谁 | 韩红的专辑 1999 | 繼任： 醒了 |